# (6490) 1991 NR2
A (6490) 1991 NR2 egy marsközeli kisbolygó. Henry Holt fedezte fel 1991. július 12-én.